# Turó del Serrat
El Turó del Serrat és una muntanya de 702 metres que es troba al municipi de Santa Maria de Besora, a la comarca d'Osona.